# الزهر الباسم في سير أبي القاسم (كتاب)
الزهر الباسم في سيرة أبي القاسم كتاب من مؤلفات الإمام الحافظ النَّسَّابة مُغلطاي بن قليج البكجريِّ، والكتاب دراسة نقدية للسِّيرة النَّبويَّة لابن إسحاق والسِّيرة النَّبويَّة لابن هشام، والروض الأنف للإمام عبد الرحمن السهيلي.

## نبذه عن المؤلف
هو الإمام والمؤرِّخ علاء الدِّين أبو عبد الله مُغلطاي، ابن قِليج، ابن عبد الله البكجريُّ، الحكريُّ، حنفي المذهب، تركي الأصل، مستعرب، مصري النَّشأة.
ولد في جامع قلعة الجبل بالقاهرة سنة (689 هـ) وكانت وفاته بالمهدية خارج باب زويلة من القاهرة، بحارة حلب(762 هـ)، ودفن بالرَّيدانية

## وصف النسخة الاصلية
تم تحقيق الكتاب من نسخة محفوظة في مكتبة جامعة ليدن بهولندا وعنوان النسخة الاصلية هو الزهر الباسم في سير أبي القاسم والكتاب يتكون من سفرين: الأول يقع في ثلاثة عشر جزءًا، والثاني: يقع في اثني عشر جزءًا وخطها مشرقي، يمكن قراءته.

## محتوى الكتاب
الكتاب دراسة نقدية للسِّيرة النَّبويَّة لابن إسحاق والسِّيرة النَّبويَّة لابن هشام، والروض الأنف في شرح غريب السير  للإمام عبد الرحمن بن عبد الله بن أحمد السهيلي المتوفي سنة:(581 هـ).
وزاد المؤلف فيه على الدراسة النقدية أشياء أخرى من قبيل الفوائد والنكات ومما دعت له الحاجة.
فقام المؤلف بالاستدراك والتصحيح، واهتم باتصال ما كان منقطعاً من الأحاديث وبين حال بعض الرواة جرحاً وتعديلاً وترجم لبعض شيوخ ابن إسحاق.
وكذلك بيَّن في مواضع من كتابه غريب الحديث، وغريب الشِّعر وذكر معلومات عن البلاد والأنساب.

## طالع أيضًا
- إكمال تهذيب الكمال في أسماء الرجال